# کریستین رودریگز
کریستین گابریل رودریگز باروتی (اسپانیایی: Cristian Gabriel Rodríguez Barotti‎؛ زاده ۳۰ سپتامبر ۱۹۸۵) بازیکن فوتبال اهل اروگوئه است.
او که نام مستعار Cebolla را از روزهای پنیارول خود، از پدرش دریافت کرد، به دلیل سرعت و توانایی فنی خود به خوبی شناخته شده‌است. او چندین فصل را در پرتغال با بنفیکا و پورتو گذراند و همچنین به صورت حرفه ای در فرانسه، اسپانیا، ایتالیا، برزیل و آرژانتین شرکت کرد. رودریگز ۱۱۰ بازی ملی برای اروگوئه انجام داد و در دو جام جهانی و چهار تورنمنت کوپا آمه ریکا به عنوان نماینده این کشور حضور داشت و در سال ۲۰۱۱ با تیم ملی اروگوئه برنده شده‌است.

## افتخارات
پنارول اروگوئه لیگ برتر: ۲۰۰۳، ۲۰۱۷، ۲۰۱۸ سوپرکاپ اروگوئه: ۲۰۱۸ پاری سن ژرمن کوپه فرانسه: ۲۰۰۵–۰۶ پورتو پریمیرا لیگا: ۲۰۰۸–۰۹، ۲۰۱۰–۱۱–۲۰۱۰، پرتغال ۲۰۱–۱۱–۲۰۱–۲۰۱ ۱۰، ۲۰۱۰–۱۱ سوپرتاسا کاندیدو د اولیویرا: ۲۰۱۰ لیگ اروپا: ۲۰۱۰–۱۱ نایب قهرمان سوپر جام یوفا: ۲۰۱۱ اتلتیکو مادرید لالیگا: ۲۰۱۳–۱۴ کوپا دل ری: ۲۰۱۲–۱۳ سوپرکاپ د Espa; نایب قهرمان سوپر جام یوفا ۲۰۱۳: ۲۰۱۲ ویرایش بین‌المللی اروگوئه کوپا آمریکا: ۲۰۱۱